# Heels
Heels est une série télévisée américaine en seize épisodes d'environ 60 minutes créée par Michael Waldron et diffusée entre 15 août 2021 et le 15 septembre 2023 sur Starz.
Au Québec, elle sera diffusée à partir du 7 novembre 2023 sur Z. Elle reste inédite dans les autres pays francophones.

## Synopsis
Deux frères rivaux, l'un est un méchant ou un Heel, l'autre est un gentil ou un Face. Dans une communauté très unie de Géorgie, ils se disputent l'héritage de leur défunt père.

## Distribution

### Principaux
- Stephen Amell (VFB : Nicolas Matthys) : Jack Spade
  - Jason McHan : Jack Spade jeune
- Alexander Ludwig (VFB : Sébastien Hébrant) : Ace Spade
  - Mason Gillette : Ace Spade jeune
- Alison Luff : Staci Spade
- Mary McCormack : Willie Day
- Kelli Berglund : Crystal Tyler
- Allen Maldonado : Rooster Robbins
- James Harrison : Apocalypse
- Roxton Garcia : Thomas Spade
- Chris Bauer : Wild Bill Hancock

### Récurrents
- David James Elliott : Tom Spade
- Duke Davis Roberts : Big Jim Kitchen
- Trey Tucker : Bobby Pin
- Robby Ramos : Diego Cottonmouth
- CM Punk : Ricky Rabies
- Bonnie Somerville : Vicky Rabies
- Christian Adam : Gabe
- Alice Barrett Mitchell : Carol Spade
- Erica Pappas : Melanie Kitchen
- Mike O'Malley : Charlie Gully

## Production
En novembre 2021, la série a été renouvelée pour une deuxième saison.
Le 25 septembre 2023, Starz annonce l'arrêt de la production de la série.

## Épisodes

### Première saison (2021)
1. Kayfabe
2. Dusty Finish
3. Cheap Heat
4. Cutting Promos
5. Swerve
6. House Show
7. The Big Bad Fish Man
8. Double Turn

### Deuxième saison (2023)
Elle est diffusée depuis le 28 juillet 2023.
1. Ten-Bell Salute
2. The Journey is the Obstacle
3. Discord
4. Heavy Heads
5. Who the Hell is the Condamned
6. Appearances
7. The Things That Matter
8. High Flying